# Dianthus graniticus
Dianthus graniticus là loài thực vật có hoa thuộc họ Cẩm chướng. Loài này được Jord. mô tả khoa học đầu tiên năm 1849.